# Hysterotettix nigricoxa
Hysterotettix nigricoxa är en insektsart som beskrevs av Marius Descamps 1979. Hysterotettix nigricoxa ingår i släktet Hysterotettix och familjen gräshoppor. Inga underarter finns listade i Catalogue of Life.